# Юрченко, Анатолий Иванович
Анато́лий Ива́нович Ю́рченко (укр. Анатолій Іванович Юрченко; 27 августа 1939, Сказинцы — 3 августа 2003, Киев) — советский и украинский актёр.

## Биография
Детство Анатолия выпало на тяжелые годы войны, а затем на не менее трудные послевоенные годы. 
После окончания школы Анатолий Юрченко, успешно пройдя все вступительные испытания, поступил на актерский факультет Киевского института театрального искусства им. Карпенко–Карого.
В 1957 году, блестяще окончив институт, он стал актером кино, сразу же сыграв эпизодическую роль Мити Попика в картине "Партизанская искра". В 1963 году стал актером Киевской киностудии имени Довженко.
Главные роли "обходили" его стороной, но "ведь на всех их тоже не напасёшься, кому-то надо быть и на подхвате" – философски рассуждал актёр. Ему нравилась его работа, он обожал кино, любил зрителя, который был ему в свою очередь признателен за прекрасную игру, пусть даже и в эпизодах. Режиссёры любили работать с Анатолием Юрченко, им нравилось, как он превращал одноразовые, проходные роли в настоящие шедевры. Последняя роль у режиссёра Абдуллаева в притче "Тюрьма" о механизме политических интриг.
Актер ушёл из жизни 3 августа 2003 года, на 64 году жизни. Похоронен на Байковом кладбище в Киеве.

## Фильмография
1. 1957 — Партизанская искра — Митя Попик
2. 1958 — Волшебная ночь — Тимош
3. 1959 — Иванна — Олекса Гаврилишин
4. 1960 — Наследники — Сашко
5. 1961 — За двумя зайцами — Степан
6. 1963 — Стёжки-дорожки — Пётр
7. 1963 — Трое суток после бессмертия — пленный (нет в титрах)
8. 1963 — Юнга со шхуны «Колумб» — капитан 3-го ранга
9. 1964 — Весенние хлопоты (нет в титрах)
10. 1964 — Сказка о Мальчише-Кибальчише — гонец Красной Армии (указано в титрах) и офицер-ординарец главного генерала буржуинов (не указано в титрах)
11. 1965 — Акваланги на дне — Витя, кинооператор
12. 1965 — Гадюка — человек на собрании (нет в титрах)
13. 1965 — Непокорённый батальон — Степан Лемешко
14. 1967 — Десятый шаг — парень в будёновке
15. 1967 — Непоседы — пассажир электрички (нет в титрах)
16. 1968 — Разведчики — разведчик Николай
17. 1969 — Сердце Бонивура — подпольщик Алёша Пужняк
18. 1971 — Олеся — селянин
19. 1971 — Нина — Марченко
20. 1972 — Ночной мотоциклист — охотник Василий Лях
21. 1972 — Пропавшая грамота
22. 1973 — Будни уголовного розыска — водитель мотоцикла
23. 1973 — В бой идут одни «старики» — капитан Соломатин
24. 1973 — Домино — Джо Индюшатник
25. 1974 — Марина
26. 1975 — Вы Петьку не видели? — колхозник
27. 1975 — Там вдали, за рекой
28. 1976 — Не плачь, девчонка — подполковник
29. 1977 — Родные — колхозник
30. 1977 — Талант — милиционер (во второй серии)
31. 1977 — Тачанка с юга — Коваль
32. 1978 — Вижу цель
33. 1978 — Мятежный «Орионъ» — Иван Громов, матрос
34. 1979 — Киевские встречи (серия «В последние дни лета»)
35. 1981 — Мужество — комиссар (в седьмой серии)
36. 1982 — Взять живым — разведчик Голощапов
37. 1983 — На вес золота — Чудненко
38. 1984 — Если можешь, прости… — осветитель в театре
39. 1984 — Третий в пятом ряду — завуч (нет в титрах)
40. 1985 — Батальоны просят огня
41. 1985 — По зову сердца
42. 1986 — Мост через жизнь — мужчина на открытии моста
43. 1986 — Нас водила молодость… — Тарас Ильич Литвиненко
44. 1986 — Счастлив, кто любил… — военком
45. 1987 — В Крыму не всегда лето — крестьянин
46. 1987 — К расследованию приступить (во второй серии)
47. 1987 — Сказка о громком барабане — красноармеец Егорыч, белый офицер
48. 1988 — Земляки — полковник (нет в титрах)
49. 1988 — Штормовое предупреждение — референт Турчака
50. 1989 — Лёгкие шаги — юрист Немухина
51. 1989 — Хочу сделать признание — Сильвестр
52. 1989 — Часовщик и курица
53. 1990 — Война на западном направлении — член Военного совета и начальник Политуправления Западного фронта, дивизионный комиссар Лестев
54. 1991 — Бухта смерти — майор Иван Васильевич (в титрах указан как А. Кучеренко)
55. 1991 — Грех — Ноздря
56. 1992 — Вишнёвые ночи
57. 1992 — Игра всерьёз — капитан Корнеев
58. 1993 — Всё прошло
59. 1993 — Западня — отец Зварич
60. 1994 — Тюрьма
61. 1995 — Аквариум — полковник-наблюдатель (в первой серии)
62. 1997 — Роксолана — отец Лука